# Flickr
Flickr (pronunciación en inglés: /ˈflɪkəɹ/ (escuchar)ⓘ) es un sitio web que permite almacenar, ordenar, buscar, vender y compartir fotografías o vídeos en línea, a través de Internet.
Cuenta con una comunidad de usuarios que comparten fotografías y videos creados por ellos mismos. Esta comunidad se rige por normas de comportamiento y condiciones de uso que favorecen la buena gestión de los contenidos.
La popularidad de Flickr se debe fundamentalmente a la capacidad para administrar imágenes mediante herramientas que permiten a los autores: etiquetar sus fotografías, explorar y comentar las imágenes de otros usuarios. Flickr es una herramienta que se puede usar para potenciar las clases de fotografía.
The Verge, una empresa de tecnología de EE. UU. reportó que hasta marzo de 2013 el sitio tenía un total de 87 millones de usuarios, y que más de 3,5 millones de imágenes eran subidas a diario. En agosto de 2011 el propio Flickr afirmó que tenía hospedadas más de 6 mil millones de imágenes y va en aumento en gran cantidad. 670 millones de fotos se subieron durante 2014. Fotos y videos se pueden ver sin tener la necesidad de registrarse, pero se necesita una cuenta para poder subirlas y compartirlas. Para la versión móvil, los usuarios pueden acceder a través de iOS, Android, PlayStation Vita, y Windows Phone, entre otros.
Fue desarrollado por la empresa canadiense Ludicorp en 2004 y comprado por Yahoo! en 2005, para sustituir el servicio Yahoo! Fotos. En 2018 fue vendida a SmugMug, quienes han afirmado comprar Flickr para "rescatarlo del cierre y evitar que se borraran decenas de miles de millones de preciosas fotos", pese a no ser financieramente rentable.

## Funciones
Flickr es el depósito de fotografías más orientado a la creación de comunidad. Permite generar álbumes, exposiciones y grupos (pools) sobre cualquier concepto, e incluso lanzar concursos o debates sobre cualquier tema o práctica fotográfica. También permite hacer búsquedas de imágenes por etiquetas, por fecha, por ubicación y por licencias de Creative Commons.
Otras funciones que ofrece son la suscripción a través de canales RSS y Atom, y la API que permite a desarrolladores independientes crear servicios y aplicaciones vinculados a Flickr. El servicio se basa en las características habituales del HTML y el HTTP, permitiendo que sea útil en múltiples plataformas y navegadores web. La interfaz de etiquetado y edición de texto utiliza AJAX, que también es compatible con la gran mayoría de los navegadores. Las imágenes (fotografías o videos) también pueden enviarse a través del correo electrónico.
Organizar es un componente no esencial de Flickr, que se basa en la tecnología de Adobe Flash, la cual es ampliamente disponible pero no plenamente abierta.

## Tipos de cuentas
Flickr dispone de dos tipos de cuentas: las cuentas gratuitas, limitadas en almacenamiento y calidad de imagen, y las cuentas pagadas (Pro) con capacidad de almacenamiento ilimitada para fotos y videos.
En un comienzo, las cuentas gratuitas podían subir videos en calidad normal y 100 MB en fotos al mes, con un máximo de doscientas imágenes como tope, por cada cuenta gratuita. Luego de alcanzados esos límites, solamente permanecían visibles las últimas doscientas imágenes subidas y el resto ocultas. La resolución máxima de las imágenes era dede 1024 por 768 píxeles. Por otro lado, las cuentas Pro disponen de espacio de almacenamiento y ancho de banda ilimitado, así como la opción de subir videos en alta definición y la posibilidad de cargar y visualizar imágenes en su resolución original.
Desde 2013 hasta el 7 de enero de 2019, las cuentas gratuitas podían almacenar hasta 1 TB de fotos. El 8 de enero de 2019 las capacidades de la cuenta cambiaron. Se limitó la cuenta gratuita a mil elementos (fotos y videos), y videos de duración máxima de tres minutos. La opción Pro posee almacenamiento ilimitado, estadísticas avanzadas, navegación sin publicidad, videos de hasta diez minutos de duración, servicio de atención al cliente "principal" y ofertas promocionales con otros socios. Después del 8 de enero de 2019, los miembros que sobrepasen este límite ya no podrán cargar nuevas fotos a Flickr. Desde el 5 de febrero de 2019 (plazo extendido hasta el 12 de marzo de 2019), las cuentas gratuitas se eliminarán automáticamente si contienen más de mil fotos y no se convierten en cuenta Pro, con la excepción del contenido que ya se cargó con una licencia de Creative Commons antes del 1 de noviembre.
En mayo de 2011 Flickr agregó una opción para revertir fácilmente la terminación de una cuenta, motivada por la eliminación accidental de la cuenta de un usuario de Flickr y el informe público de su restauración prolongada. Flickr puede eliminar cuentas sin dar ninguna razón o advertencia al propietario de la cuenta.

## Historia

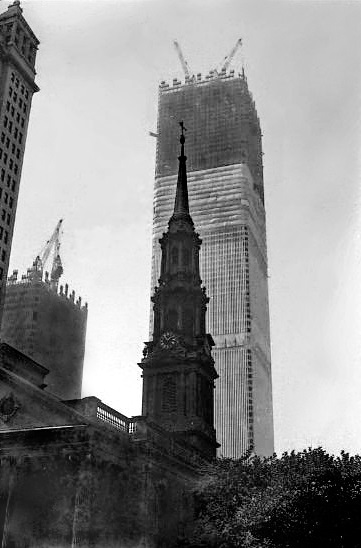
El World Trade Center en construcción en 1971. Fotografía gentileza de Pat Bianculli. Hoy en día parte de las imágenes utilizadas en Wikipedia y Wikimedia Commons proceden de usuarios de Flickr.

Flickr fue lanzado en febrero de 2004 por Ludicorp, una compañía de Vancouver fundada en el año 2002. Inicialmente Flickr nace formando parte de Game Neverending (GN), un juego multijugador masivo en línea desarrollado por Ludicorp. Sin embargo, casi inmediatamente Flickr se reveló como un proyecto dotado de entidad propia y terminó desplazando a GN.
Las primeras versiones de Flickr incluían un chat llamado FlickrLive que permitía intercambiar fotos en tiempo real. Sin embargo, esta utilidad desapareció en las versiones posteriores, más orientadas hacia la publicación y clasificación de fotografías.
En marzo de 2005 Yahoo! compró Flickr y Ludicorp y a partir de ese momento, Yahoo! abandonó el servicio Yahoo! Fotos, y centró sus recursos en Flickr. En enero de 2007, Flickr anunció a los titulares de cuentas anteriores a la compra de Yahoo!, que deberían asociar su cuenta con una ID de Yahoo! para poder continuar utilizando el servicio. Más tarde, Yahoo! anunció que todas las fotos del servicio Yahoo! Fotos serían borradas, permitiendo a los usuarios del servicio optar entre migrar sus fotos hacia Flickr o perder sus imágenes. Ambas medidas fueron criticadas por usuarios de estos servicios. Yahoo! Fotos se cerró definitivamente el 18 de octubre de 2007.
Actualmente,[¿cuándo?] Yahoo! Image Search prioriza en sus búsquedas las imágenes de Flickr. Además ofrece la posibilidad de realizar búsquedas de imágenes procedentes exclusivamente de Flickr y de imágenes acogidas a licencias Creative Commons alojadas en Flickr.
En diciembre de 2006 Flickr aumentó el límite de almacenamiento para sus cuentas gratuitas de 20 a 100 MB por mes. A partir de entonces, las cuentas pro, que inicialmente tenían un límite de 2 GB al mes, disponen de espacio de almacenamiento y ancho de banda ilimitado.
El 11 de julio de 2007 el servicio, originalmente disponible únicamente en inglés, fue lanzado en otros siete idiomas, entre ellos el español.
El 9 de abril de 2008 Flickr comenzó a permitir subir videos a los suscriptores de pago, que inicialmente estaban limitados a noventa segundos de duración y 150 MB de tamaño máximo. Este servicio fue muy criticado por parte de la comunidad de usuarios, que consideraba la inclusión de videos como una amenaza a la identidad de Flickr. Para dar respuesta a estas críticas, Flickr agregó la opción de excluir los videos de los resultados de búsqueda de imágenes.
El 2 de marzo de 2009 Flickr añade la posibilidad de subir videos de alta definición y amplió la opción de subir videos a los suscriptores de cuentas gratuitas.
Fue creada también la aplicación de Flickr para dispositivos móviles, tanto para iOS, Android y Blackberry. Después de haber cambiado totalmente la interfaz en diciembre de 2012, a partir de ese entonces se puede acceder a visualizar las fotografías en alta calidad. También se cuenta con pequeños detalles, como la posibilidad de tomar fotografías con el botón de volumen del iPhone, y tras realizar la captura la imagen se guardará automáticamente en la galería de Flickr, guardando una copia de la imagen original en caso de optar por aplicar distintos tipos de filtros y efectos.
El 22 de abril de 2018 la empresa notifica a sus usuarios vía correo electrónico que ha sido adquirida por SmugMug, quienes han afirmado comprar la que fuera marca de Yahoo! por amor al arte y para evitar la pérdida de millones de fotos, pese a no ser financieramente rentable. Los dos sitios web siguen operando de forma independiente.